# Trocodendràcies
Les trochodendràcies (Trochodendraceae) són una família de plantes angiospermes, l'única de l'ordre de les troncodendrals (Trochodendrales), dins del clade de les eudicotiledònies. Són plantes natives del sud-est d'Àsia, però aquesta distribució actual és molt reduïda en comparació a la que es dedueix dels fòssils recuperats arreu el món, durant el terciari es trobava a Europa, Amèrica del Nord i Àsia.

## Taxonomia
La família de les paracrifiàcies va ser publicada per primer cop l'any 1865 a la revista Flora oder Allgemeine Botanische Zeitung pel botànic alemany August Wilhelm Eichler (1839-1887).

### Gèneres
Dins d'aquesta família es reconeixen els dos gèneres monotípics següents:
- Tetracentron Oliv.
- Trochodendron Siebold & Zucc.

## Història taxonòmica
El sistema APG II, de 2003 ubica la família de les trocodendràcies sense assignar-la a un ordre, entre els llinatges basals dels eudicots i deixa com opcional segregar o no la família Tetracentraceae.
El Sistema Cronquist, de 1981, accepta les dues famílies i les ubica en l'ordre Trochodendrales, dins la subclasse Hamamelidae (sic), en la classe Magnoliopsida =dicotilèdons.
Plantes de les dues famílies com són Tetracentron sinense i Trochodendron aralioides comparteixen el fet de tenir un xilema secundari sense vasos conductors, cosa molt poc comuna entre les plantes angiospermes i que suggereixen un trets arcaics de gran interès pels taxonomistes.